# JPMorgan Chase
JPMorgan Chase (NYSE: JPM) là một trong những hãng dịch vụ tài chính lâu đời nhất trên thế giới. Công ty này có trụ sở tại Thành phố New York, là đơn vị hàng đầu trong dịch vụ tài chính, lĩnh vực ngân hàng đầu tư và quản lý tài sản. Tài sản của tập đoàn này hiện là 2600 tỷ USD, là ngân hàng lớn nhất ở Hoa Kỳ,. Quỹ tự bảo hiểm rủi ro của JPMorgan Chase là quỹ lớn nhất Hoa Kỳ với tài sản 34 tỷ USD năm 2007.
Cổ phiếu của JPMorgan Chase (NYSE: JPM) được niêm yết trên nhiều trung tâm giao dịch chứng khoán trên thế giới tại các nước như: Đức, Hoa Kỳ, Nhật Bản, Thụy Sĩ,...
Cha đẻ của JPMorgan Chase & Co là J. P. Morgan. J. P. Morgan sinh năm 1837, tại Hartford, tiểu bang Connecticut. Thời thanh niên, ông trùm tài chính này học tại Đại học Gottingen ở Đức. Morgan là một nhân vật đầy huyền thoại và là một trong những người có ảnh hưởng nhất của thời đại. Đã có nhiều câu chuyện thú vị xung quanh thời niên thiếu của Morgan ở Hartford và Boston, thời trung học ở Thụy Sĩ và Đức, sự khởi nghiệp của ông ở New York.
Một thế kỷ trước đây, J. P. Morgan là người thao túng ngành công nghiệp nước Mỹ. Ông đã thành lập Tập đoàn Thép Hoa Kỳ với số vốn hàng tỷ USD; bảo trợ tài chính cho International Harvester, AT&T, General Electric; là cha đẻ của dự án xây dựng hệ thống đường ray của Mỹ.
Dưới sự lãnh đạo của Morgan, các ngân hàng lớn của New York đã đóng vai trò như là ngân hàng trung ương của Mỹ. Điều kỳ diệu lớn nhất mà J. P. Morgan làm được là sự kết hợp lợi ích của các công ty cạnh tranh để tạo ra một hệ thống khổng lồ và ổn định...
Sau cuộc khủng hoảng thị trường cổ phiếu vào năm 1929, Nghị viện Hoa Kỳ ban hành một luật mới buộc các tập đoàn lớn phải tách các công ty chứng khoán ra riêng hẳn với các công ty tài chính. Với luật mới này, hãng JPMorgan đã tách thành hai bộ phận: ngân hàng thương mại J. P. Morgan và công ty chứng khoán Morgan Stanley.
Năm 2000, tập đoàn Morgan đã làm nên một sự kiện nổi bật trong giới kinh doanh thế giới, đó là Tập đoàn Chase Manhattan ký kết một hiệp ước sáp nhập với tập đoàn J. P. Morgan bằng một thoả thuận trị giá 33 tỷ USD. Đã có lúc người ta cho rằng Chase Manhattan đang "nuốt chửng" J. P. Morgan.
Ngân hàng sáp nhập từ hai tập đoàn khổng lồ này trở thành ngân hàng cho các nhà tài phiệt lớn mà tên tuổi của họ làm nên sức mạnh của tầng lớp tư sản Mỹ. Vụ làm ăn này diễn ra khi cả hai tập đoàn muốn tăng sức mạnh để cạnh tranh với các đối thủ của họ. Trên thực tế, đây là một vụ làm ăn "đôi bên cùng có lợi".
Morgan muốn mở rộng quy mô thị trường tài chính khổng lồ mà Chase có, còn Chase thì muốn tiến một bước phát triển trong lĩnh vực tài chính đầu tư và "ăn theo" danh tiếng của Morgan. 
Đến 1/7/2004, J. P. Morgan Chase & Co., tập đoàn cung cấp dịch vụ tài chính lớn thứ hai ở Mỹ và Bank One, ngân hàng lớn thứ sáu của nước này vừa hoàn tất việc sáp nhập để trở thành ngân hàng đứng thứ năm trên thế giới. J. P. Morgan Chase & Co.
Riêng ở Mỹ, sau khi sáp nhập với Bank One, J. P. Morgan mở rộng thị trường đến khu vực Trung Tây và phía Nam, gia tăng các hoạt động của mạng lưới các chi nhánh tại các thị trường ăn nên làm ra trong việc cung cấp dịch vụ cho vay có thế chấp, phát hành thẻ tín dụng,... Tổ chức tài chính này hiện nay có khoảng 94 triệu thẻ tín dụng đang lưu thông và cũng là ngân hàng đầu tiên phát hành các loại Visa và Master Card sử dụng công nghệ blink.
Ngày nay người ta thường nhắc đến Morgan với cái tên J. P. Morgan Chase.